# Aboncourt (Moselle)
Pour les articles homonymes, voir Aboncourt.
Aboncourt (ou plus rarement Aboncourt-sur-Canner) est une commune française située dans le département de la  Moselle, en région Grand Est. 

## Géographie

### Localisation

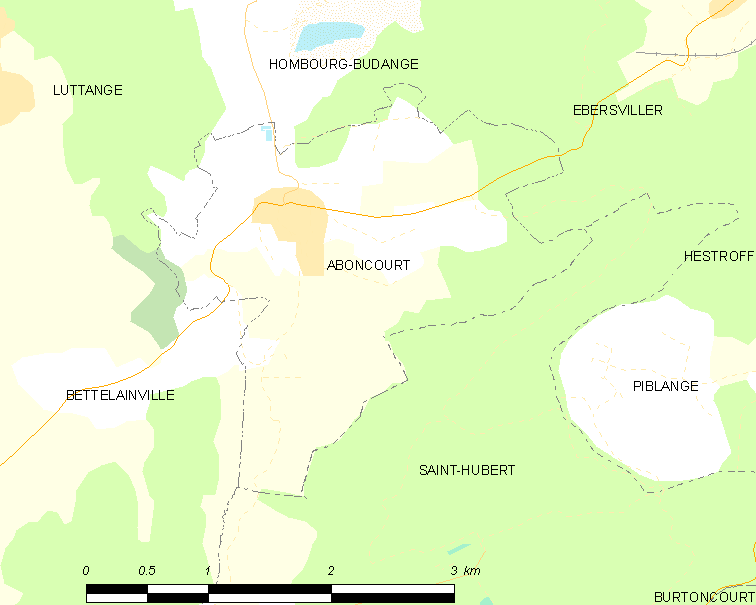
Carte de la commune.

La commune est intégralement dans le site de la vallée de la Canner, site inscrit par arrêté du 3 octobre 1994.

### Communes limitrophes
| Luttange       | Hombourg-Budange | Ébersviller  |
| Bettelainville | Aboncourt        |              |
|                |                  | Saint-Hubert |

### Hydrographie
La commune est située dans le bassin versant du Rhin au sein du bassin Rhin-Meuse. Elle est drainée par le ruisseau le Canner, le ruisseau de Millenbach et le ruisseau du Pâquis.
Le Canner, d'une longueur totale de 29,4 km, prend sa source dans la commune de Vry et se jette  dans la Moselle à Kœnigsmacker, après avoir traversé onze communes.

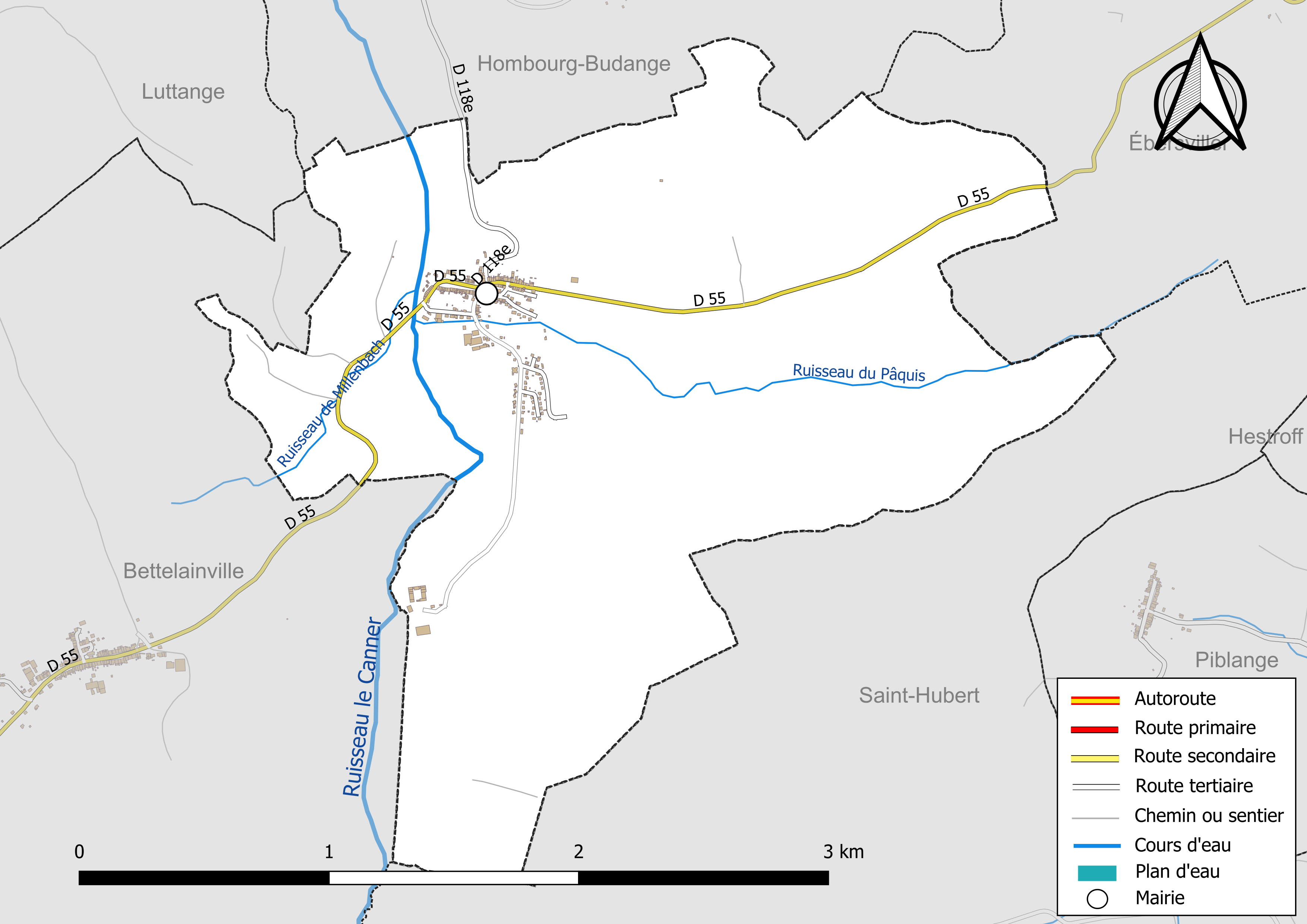
Réseaux hydrographique et routier d'Aboncourt.

La qualité des eaux des principaux cours d’eau de la commune, notamment du ruisseau le Canner, peut être consultée sur un site spécial géré par les agences de l’eau et l’Agence française pour la biodiversité.

### Climat
Pour des articles plus généraux, voir Climat du Grand Est et Climat de la Moselle.
En 2010, le climat de la commune est de type climat des marges montargnardes, selon une étude du Centre national de la recherche scientifique s'appuyant sur une série de données couvrant la période 1971-2000. En 2020, Météo-France publie une typologie des climats de la France métropolitaine dans laquelle la commune est exposée à un climat semi-continental et est dans la région climatique Lorraine, plateau de Langres, Morvan, caractérisée par un hiver rude (1,5 °C), des vents modérés et des brouillards fréquents en automne et hiver.
Pour la période 1971-2000, la température annuelle moyenne est de 9,4 °C, avec une amplitude thermique annuelle de 16,8 °C. Le cumul annuel moyen de précipitations est de 795 mm, avec 12,1 jours de précipitations en janvier et 9,7 jours en juillet. Pour la période 1991-2020, la température moyenne annuelle observée sur la station météorologique de Météo-France la plus proche, « Malancourt », sur la commune d'Amnéville à 15 km à vol d'oiseau, est de 10,2 °C et le cumul annuel moyen de précipitations est de 884,1 mm. 
La température maximale relevée sur cette station est de 39,3 °C, atteinte le 25 juillet 2019 ; la température minimale est de −17,9 °C, atteinte le 5 janvier 1985,,.
Les paramètres climatiques de la commune ont été estimés pour le milieu du siècle (2041-2070) selon différents scénarios d'émission de gaz à effet de serre à partir des nouvelles projections climatiques de référence DRIAS-2020. Ils sont consultables sur un site spécial publié par Météo-France en novembre 2022.

## Urbanisme

### Typologie
Au 1er janvier 2024, Aboncourt est catégorisée commune rurale à habitat dispersé, selon la nouvelle grille communale de densité à sept niveaux définie par l'Insee en 2022.
Elle est située hors unité urbaine et hors attraction des villes,.

### Occupation des sols
L'occupation des sols de la commune, telle qu'elle ressort de la base de données européenne d’occupation biophysique des sols Corine Land Cover (CLC), est marquée par l'importance des territoires agricoles (67,5 % en 2018), en diminution par rapport à 1990 (73,2 %). La répartition détaillée en 2018 est la suivante : 
terres arables (42,9 %), forêts (22,1 %), prairies (19,7 %), mines, décharges et chantiers (5,7 %), zones agricoles hétérogènes (4,9 %), zones urbanisées (4,7 %). L'évolution de l’occupation des sols de la commune et de ses infrastructures peut être observée sur les différentes représentations cartographiques du territoire : la carte de Cassini (XVIIIe siècle), la carte d'état-major (1820-1866) et les cartes ou photos aériennes de l'IGN pour la période actuelle (1950 à aujourd'hui).

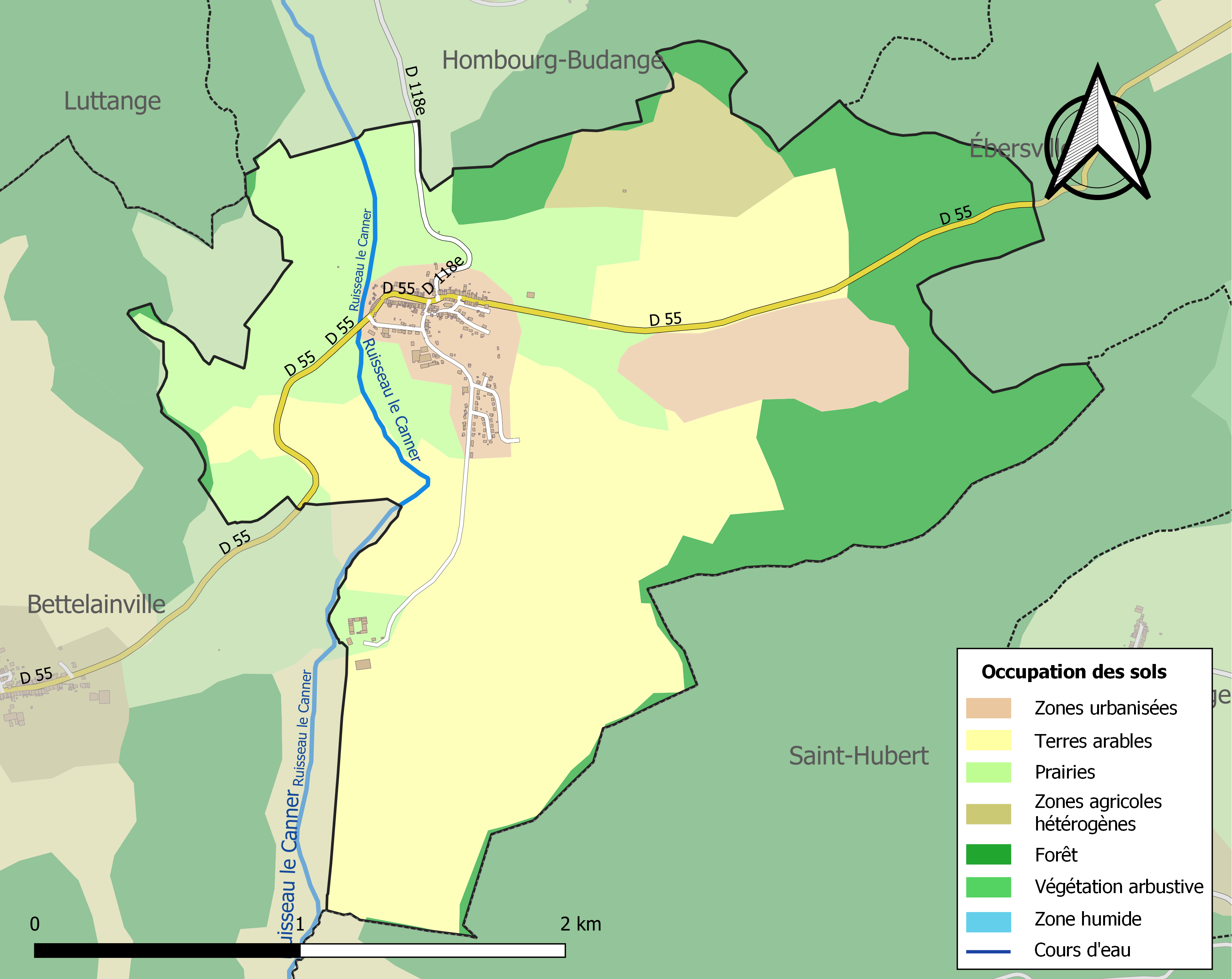
Carte des infrastructures et de l'occupation des sols de la commune en 2018 (CLC).

### Logement
En 2009, le nombre total de logements dans la commune était de 140, alors qu'il était de 123 en 1999.
Parmi ces logements, 90,7 % étaient des résidences principales, 2,1 % des résidences secondaires et 7,1 % des logements vacants. Ces logements étaient pour 97,1 % d'entre eux des maisons individuelles et pour 2,9 % des appartements.
La proportion des résidences principales, propriétés de leurs occupants était de 89,8 %, quasiment identique à 1999 (90,7 %).

## Toponymie

### Aboncourt
L'origine du nom serait issue du nom d'une personne germanique Helpinus ou Abbo + court et dorf selon les mentions.
On rencontre les noms, : Elpindorph, Epidorf et Epindorf (1147), Ebbendorph (1176), Ependorf (1196), Ebidorf et Ebuncurt (1212), Aboncort (1277), Abocourt (1311), Evendorf (1314), Ebbendorf (1350), Auboncourt (1431), Ebendorff (1480), Ebendorf et Dhendorf (1544), Endorff alias Aboncourt (1626) et enfin Endorf (1871-1918).
Le nom de la commune est Welsch-Evendorf et Endorf en allemand, Ewendoorf et Welsch-Eendrëf en francique lorrain, ainsi que Aubonco en lorrain roman.

### Neudelange
- Nondelingas (1137), Nothalingen (1384), Nodlingen (1594), Neudelange ou Nadelange (1779), Neudlange (XIXe siècle).
- En allemand : Noedlingen[18]. En francique lorrain : Nodléngen[19] et Nodléng.

## Histoire
- Anciennement Abonis Curtis, mentionné en 815 dans une donation faite par Louis le Débonnaire à l'abbaye de Saint-Mihiel ; depuis 1137 dépendance de l’abbaye de Villers-Bettnach.
- Ancienne paroisse de l'archiprêtré de Kédange, dépendait de la prévôté de Sierck, réuni à la France en 1661 (Trois-Évêchés). Neudelange a fait partie du bailliage de Bouzonville.
- En 1817, Aboncourt, village de l'ancienne province des Trois-Évêchés sur la Canner, avait pour annexe la ferme de Neudelange. À cette époque, il y avait 430 habitants répartis dans 74 maisons.

## Politique et administration

### Liste des maires
| Période | Période  | Identité       | Étiquette | Qualité               |
| ------- | -------- | -------------- | --------- | --------------------- |
| 1977    | 1989     | Joseph Huttin  |           |                       |
| 1989    | 2008     | Pierre Lorrain |           |                       |
| 2008    | 2014     | Raoul De Jong  |           |                       |
| 2014    | En cours | Gérald Rivet   | SE        | Cadre (secteur privé) |

### Tendances politiques et résultats
Lors des élections européennes de 2019, le taux de participation d’Aboncourt est inférieur à la moyenne (43,19 % contre 50,12 % au niveau national). La liste du Rassemblement national arrive en tête avec 33,64 % des suffrages exprimés contre 23,31 % au niveau national. La liste de la France Insoumise obtient 10,28 % des voix, contre 6,31 % au niveau national. La liste de la République en Marche et celle de Génération.s arrivent ex aequo avec 8,41 % des votes, contre respectivement 22,31 % et 3,27 % au niveau national. La liste de Debout La France et celle d'Europe Écologie Les Verts arrivent également à égalité avec 7,48 % des suffrages, contre respectivement 3,51 % et 13,48 % au niveau national. La liste du Parti Socialiste obtient 6,54 % des voix, contre 6,13 % au niveau national. Les autres listes obtiennent des scores inférieurs à 5 %,.
Le résultat de l'élection présidentielle de 2012 dans cette commune est le suivant :
| Candidat       | Candidat                    | Premier tour | Premier tour | Second tour | Second tour |
| Candidat       | Candidat                    | Voix         | %            | Voix        | %           |
| -------------- | --------------------------- | ------------ | ------------ | ----------- | ----------- |
|                | Eva Joly (EÉLV)             | 3            | 1,38         |             |             |
|                | Marine Le Pen (FN)          | 54           | 24,88        |             |             |
|                | Nicolas Sarkozy (UMP)       | 55           | 25,35        | 123         | 56,16       |
|                | Jean-Luc Mélenchon (FG)     | 26           | 11,98        |             |             |
|                | Philippe Poutou (NPA)       | 5            | 2,30         |             |             |
|                | Nathalie Arthaud (LO)       | 3            | 1,38         |             |             |
|                | Jacques Cheminade (SP)      | 1            | 0,46         |             |             |
|                | François Bayrou (MoDem)     | 20           | 9,22         |             |             |
|                | Nicolas Dupont-Aignan (DLR) | 1            | 0,46         |             |             |
|                | François Hollande (PS)      | 49           | 22,58        | 96          | 43,84       |
|                |                             |              |              |             |             |
| Inscrits       | Inscrits                    | 276          | 100,00       | 276         | 100,00      |
| Abstentions    | Abstentions                 | 57           | 20,65        | 50          | 18,12       |
| Votants        | Votants                     | 219          | 79,35        | 226         | 81,88       |
| Blancs et nuls | Blancs et nuls              | 2            | 0,91         | 7           | 3,10        |
| Exprimés       | Exprimés                    | 217          | 99,09        | 219         | 96,90       |

Le résultat de l'élection présidentielle de 2017 dans cette commune est le suivant :
| Candidat    | Candidat                    | Premier tour | Premier tour | Deuxième tour | Deuxième tour |  |
| Candidat    | Candidat                    | %            | Voix         | %             | Voix          |  |
| ----------- | --------------------------- | ------------ | ------------ | ------------- | ------------- |  |
|             | Nicolas Dupont-Aignan (DLF) | 6,67         | 15           |               |               |  |
|             | Marine Le Pen (FN)          | 38,82        | 86           | 62,43         | 108           |  |
|             | Emmanuel Macron (EM)        | 10,67        | 24           | 37,57         | 65            |  |
|             | Benoît Hamon (PS)           | 6,67         | 15           |               |               |  |
|             | Nathalie Arthaud (LO)       | 2,22         | 5            |               |               |  |
|             | Philippe Poutou (NPA)       | 1,33         | 3            |               |               |  |
|             | Jacques Cheminade (SP)      | 0,00         | 0            |               |               |  |
|             | Jean Lassalle (RES)         | 1,78         | 4            |               |               |  |
|             | Jean-Luc Mélenchon (LFI)    | 21,33        | 48           |               |               |  |
|             | François Asselineau (UPR)   | 0,00         | 0            |               |               |  |
|             | François Fillon (LR)        | 11,11        | 25           |               |               |  |
|             |                             |              |              |               |               |  |
| Inscrits    | Inscrits                    | 265          | 100,00       | 265           | 100,00        |  |
| Abstentions | Abstentions                 | 37           | 13,96        | 56            | 21,13         |  |
| Votants     | Votants                     | 228          | 86,04        | 209           | 78,87         |  |
| Blancs      | Blancs                      | 0            | 0,00         | 30            | 14,35         |  |
| Nuls        | Nuls                        | 3            | 1,32         | 6             | 2,87          |  |
| Exprimés    | Exprimés                    | 225          | 98,68        | 173           | 82,78         |  |

## Population et société

### Démographie

#### Évolution démographique
L'évolution du nombre d'habitants est connue à travers les recensements de la population effectués dans la commune depuis 1793. Pour les communes de moins de 10 000 habitants, une enquête de recensement portant sur toute la population est réalisée tous les cinq ans, les populations de référence des années intermédiaires étant quant à elles estimées par interpolation ou extrapolation. Pour la commune, le premier recensement exhaustif entrant dans le cadre du nouveau dispositif a été réalisé en 2004.

En 2022, la commune comptait 318 habitants, en évolution de −11,91 % par rapport à 2016 (Moselle : +0,52 %, France hors Mayotte : +2,11 %).
| 1793 | 1800 | 1806 | 1821 | 1836 | 1841 | 1861 | 1866 | 1871 |
| ---- | ---- | ---- | ---- | ---- | ---- | ---- | ---- | ---- |
| 439  | 378  | 435  | 420  | 396  | 396  | 350  | 324  | 318  |

| 1875 | 1880 | 1885 | 1890 | 1895 | 1900 | 1905 | 1910 | 1921 |
| ---- | ---- | ---- | ---- | ---- | ---- | ---- | ---- | ---- |
| 294  | 428  | 273  | 311  | 302  | 306  | 309  | 363  | 288  |

| 1926 | 1931 | 1936 | 1946 | 1954 | 1962 | 1968 | 1975 | 1982 |
| ---- | ---- | ---- | ---- | ---- | ---- | ---- | ---- | ---- |
| 317  | 336  | 308  | 303  | 338  | 327  | 287  | 240  | 338  |

| 1990 | 1999 | 2004 | 2006 | 2009 | 2014 | 2019 | 2022 | - |
| ---- | ---- | ---- | ---- | ---- | ---- | ---- | ---- | - |
| 337  | 346  | 351  | 341  | 380  | 362  | 330  | 318  | - |

#### Pyramide des âges
La population de la commune est relativement jeune.
En 2018, le taux de personnes d'un âge inférieur à 30 ans s'élève à 36,1 %, soit au-dessus de la moyenne départementale (33,6 %). À l'inverse, le taux de personnes d'âge supérieur à 60 ans est de 21,8 % la même année, alors qu'il est de 26,2 % au niveau départemental.
En 2018, la commune comptait 170 hommes pour 170 femmes, soit un taux de 50 % de femmes, légèrement inférieur au taux départemental (51,08 %).
Les pyramides des âges de la commune et du département s'établissent comme suit.
| Hommes | Classe d’âge | Femmes |
| ------ | ------------ | ------ |
| 0,0    | 90 ou +      | 1,2    |
| 6,7    | 75-89 ans    | 6,1    |
| 15,8   | 60-74 ans    | 13,9   |
| 23,6   | 45-59 ans    | 29,1   |
| 15,2   | 30-44 ans    | 16,4   |
| 20,6   | 15-29 ans    | 16,4   |
| 18,2   | 0-14 ans     | 17,0   |

| Hommes | Classe d’âge | Femmes |
| ------ | ------------ | ------ |
| 0,6    | 90 ou +      | 1,5    |
| 6,8    | 75-89 ans    | 9,5    |
| 17,2   | 60-74 ans    | 18,4   |
| 20,9   | 45-59 ans    | 20,5   |
| 19,5   | 30-44 ans    | 18,6   |
| 17,7   | 15-29 ans    | 15,7   |
| 17,4   | 0-14 ans     | 15,8   |

## Culture locale et patrimoine

### Lieux et monuments
- Vestiges préhistoriques et antiques
- Passage d'une voie romaine.
- Village à flanc de coteau de type lorrain.
- Ferme à Neudelange, la première mention de la cense de Neudelange, dépendance de l'abbaye de Villers-Bettnach, commune de Saint-Hubert, est de 1362. La tour porche est du XVIIe siècle. Le logis a été construit durant la seconde moitié du XVIIIe siècle. Les parties agricoles et la tuilerie datent du XIXe siècle.

### Édifice religieux
- Église paroissiale Saint-Luc, construite en 1772, remaniée en 1840, dont il subsiste la nef et le chœur ; la tour clocher et la sacristie datent de la seconde moitié du XIXe siècle ; Vierge nourricière assise XIVe siècle.

### Train touristique
- gare datant de la fin du XIXe siècle, construite durant la période impériale allemande.
- halte possible du train touristique qui circule sur la voie ferrée de la vallée forestière de la Canner. L'exploitation est assurée par l'association Lorraine d'Exploitation et de Modélisme Ferroviaires basée dans la commune voisine de Vigy.

### Héraldique
| Blason de Aboncourt (Moselle) | Blason  | D'argent à la croix de gueules, cantonnée aux 1 et 4 d'un lion de gueules, et aux 2 et 3 d'un alérion du même. |
| Blason de Aboncourt (Moselle) | Détails | |

## Pour approfondir